# Adolph Libert Westphalen

Adolph Libert Westphalen 1902 (Fotografie von Benque & Kindermann)

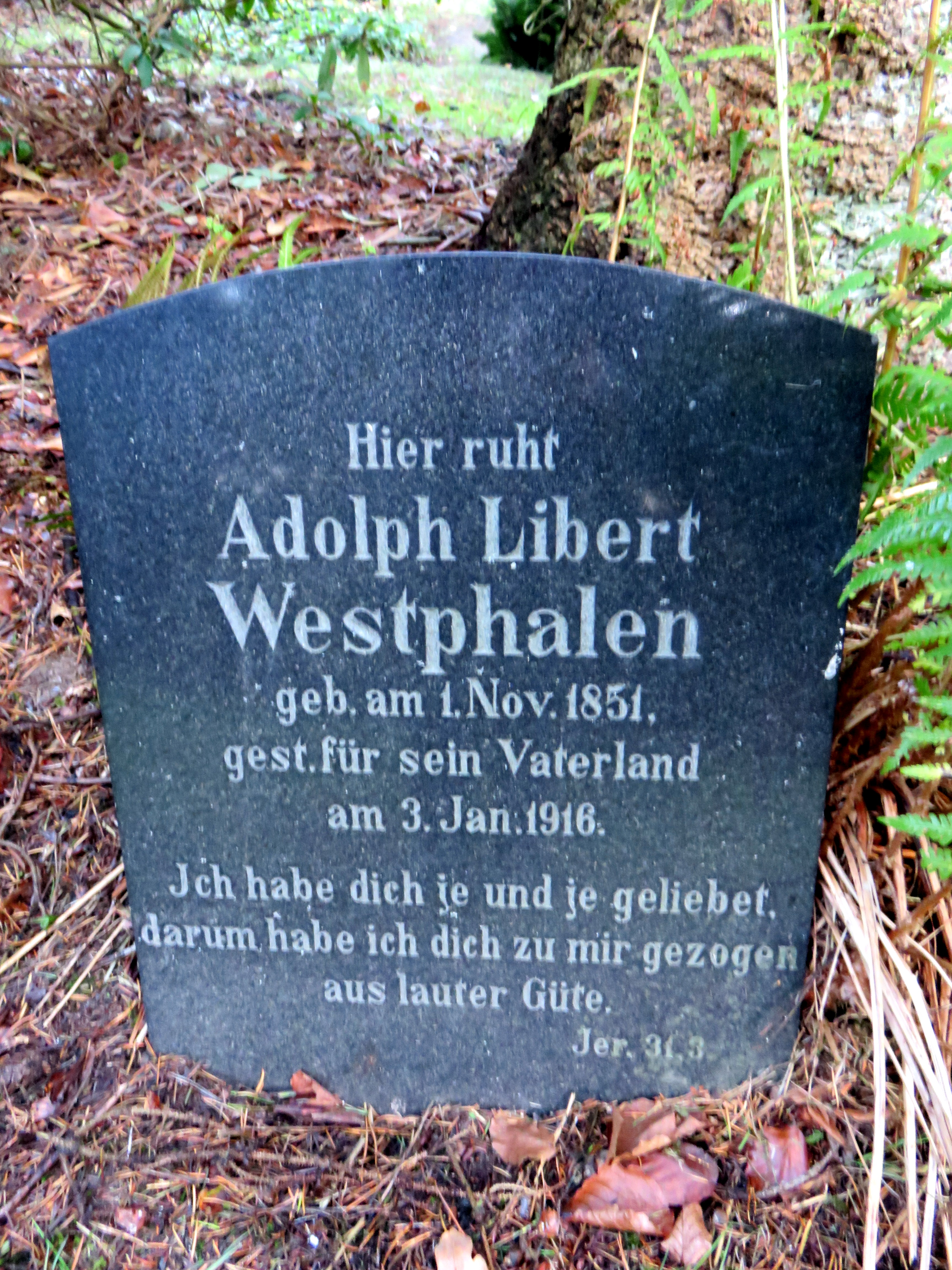
Grabstein Adolph Libert Westphalen auf dem Friedhof Ohlsdorf

Adolph Libert Westphalen (* 1. November 1851 in Hamburg; † 3. Januar 1916 in Zeithain) war ein deutscher Architekt und Branddirektor der Stadt Hamburg.

## Leben
Westphalen stammt aus einer alten Hamburger Kaufmannsfamilie und war Sohn des Bauingenieurs Theodor Libert Westphalen (1817–1877) und Caroline Plath (1824–1859), Tochter des Holzhändlers Gottfried Plath (1782–1840) und Enkelin des Holzhändlers Johann Christian Plath (1738–1817). Seine Mutter starb, als er acht Jahre alt war.
Nach seiner Schulbildung in Hamburg machte Westphalen eine Lehre zum Zimmermann, meldete sich dann im Deutsch-Französischen Krieg 1870 als Kriegsfreiwilliger und wurde als Offizier nach dem Frieden von Frankfurt 1871 entlassen. Im selben Jahr begann er sein Studium der Architektur an der Technischen Hochschule in Stuttgart und arbeitete nach vollendetem Studium ab 1874 als freier Architekt für das Hochbaubüro der Hamburger Baudeputation. Im Jahr 1885 wurde Westphalen Bauinspektor der Baupolizeibehörde und hatte hiermit erste Kontakte zur Feuerwehr.
Nachdem der Gründer der Hamburger Berufsfeuerwehr Friedrich Wilhelm Kipping (1831–1892) bei einem Einsatz ums Leben gekommen war, machte Westphalen, auf Anregung des damaligen Senators Gerhard Hachmann, 1892 als 41-Jähriger eine Feuerwehrausbildung in Berlin und Breslau und wurde am 14. April 1893 zu Kippings Nachfolger als Branddirektor der Stadt Hamburg ernannt. Im Jahr 1900 wurde Westphalen Präsident der Verband der deutschen Berufsfeuerwehren (VdB) und auch erster Vizepräsident des Großen Internationalen Feuerwehrrats. Im Jahr 1904 machte Westphalen eine Studienreise nach Amerika und besuchte dort die Feuerwehren in New York, Philadelphia, Baltimore, Washington, Boston, Pittsburgh und Chicago.
Im Ersten Weltkrieg wurde Westphalen im Alter von 63 Jahren als Major der Reserve eingezogen und als Bataillonskommandeur eingesetzt. Er wurde aber bereits im Jahr 1915 in Serbien schwer verwundet und kam in ein Lazarett nach Zeithain in Sachsen. Hier starb Westphalen am 3. Januar 1916 an den Folgen der Kriegsverwundung und wurde am 7. Januar 1916 im Familiengrab auf dem Friedhof Ohlsdorf in Hamburg im Planquadrat AA 9 südwestlich vom Nordteich begraben.

## Wirken
Westphalen erste große Aufgabe war es die Feuerwehr neu zu organisieren. Im Jahr 1894 war die Einwohnerzahl in Hamburg auf 665.000 gestiegen, aber die Anzahl der Feuerwehrleute und -wachen war gleich geblieben. In Hamburg gab es zu diesem Zeitpunkt nur acht Wachreviere und die Anfahrtswege waren daher sehr lang. Hinzu kam noch, dass die Wachen sehr groß waren, da die Feuerwehrpferde und -wagen getrennt untergebracht waren, und bei Alarm die Anschirrung der Pferde viel Zeit in Anspruch nahm. Westphalen ließ nun im Jahr 1895 und 1898 zwei moderne Wachen in der Bachstraße in Barmbek und in der Quickbornstraße in Eimsbüttel errichten, in denen die Pferdeboxen in der Wagenremise untergebracht waren und bei Alarm die Pferde selbständig an die Deichsel der Wagen traten. In diesen beiden Wachen wurden auch zum ersten Mal in Hamburg Rutschstangen eingebaut. 1905 folgte die Errichtung der Wache am Kuhwärder Hafen in Steinwärder und 1909 die Wache in der Admiralitätstraße in der Hamburger Neustadt. Sie war die erste Wache die von vornherein für den Automobilbetrieb konzipiert war, da Westphalen bereits 1907 die Automobilisierung der Hamburger Feuerwehr eingeleitet hatte. Im Jahr 1913 wurde die Feuerwache im Tankweg am Petroleumhafen, zu der auch zwei Feuerlöschboote gehörten, in Betrieb genommen und 1914 die Wache in der Alsterkrugchaussee in Groß Borstel. Damit hatte Westphalen in nur 16 Jahren sechs neue Feuerwachen bauen lassen.

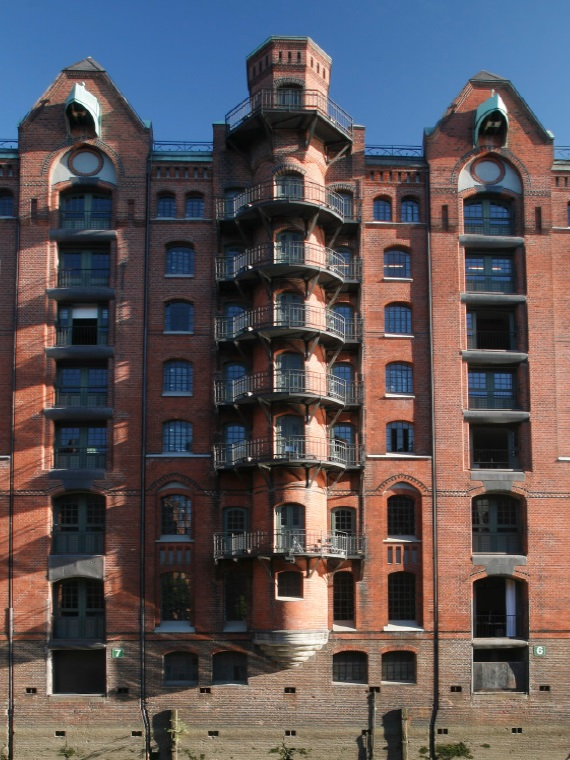
Westphalenturm in der Hamburger Speicherstadt

Eine weitere Aufgabe Westphalens war es, die Ausrüstung der Feuerwehr zu verbessern. Er führte abstellbare Strahlrohre und Schläuche mit gleichen Kupplungshälften – statt der bisherigen Schraubkupplungen – ein. 1898 bestellte er bei der Maschinenfabrik Busch in Bautzen neue Dampfspritzen. Dieses waren die ersten, auf seine Anregung hin, hergestellten Dampfspritzen in Deutschland. Vorher wurden diese aus England importiert. Westphalen führte auch Frischluftgeräte und Sauerstoffbeatmungsapparate in die Hamburger Feuerwehr ein.
Westphalen achtete als studierter Architekt und ehemaliger Bauinspektor auch besonders auf den vorbeugenden Brandschutz. Er gilt als einer der Begründer des wissenschaftlich fundierten vorbeugenden Brandschutzes, der die Erhöhung der Sicherheit von Gebäuden im Brandfall zum Ziel hat. Bei wichtigen Bauvorhaben wurde die Feuerwehr nun regelmäßig zur gutachterlichen Stellungnahme herangezogen. In der Speicherstadt ließ er erstmals Treppentürme – die sogenannten „Westphalentürme“ – errichten, die als Flucht- und Rettungsweg dienen sollten. Des Weiteren ließ Westphalen auch Brandproben von Baustoffen anfertigen, um ihr Verhalten im Brandfall beurteilen zu können. Ebenso führte er das geordnete Schornsteinfegerwesen mit festgelegten Kehrbezirken ein.
Einer seiner größten Einsätze war der Brand der Sankt Michaelis-Kirche im Jahr 1906. Hierbei wurden 273 Feuerwehrleute eingesetzt.
Westphalen forderte 1910 für die Hamburger Feuerwehr, dass die Feuerwehroffiziere einen Abschluss einer Technischen Hochschule besitzen müssen und sorgte damit für bessere technische Kenntnisse bei den Führungskräften der Hamburger Feuerwehr.
Der Westphalensweg in Hamburg-St. Georg, an dem auch die Hauptwache der Hamburger Feuerwehr (Westphalensweg 1) liegt, wurde 1921 nach ihm benannt. Ein Feuerlöschboot der Hamburger Feuerwehr trug von 1965 bis zu seiner Außerdienststellung 1979 den Namen Branddirektor Westphalen. Danach trug ein weiteres Löschboot wieder den Namen des Branddirektors, wurde aber 1995 in die Vereinigten Arabischen Emirate verkauft.

## Familie
Am 11. April 1882 heiratete Westphalen in Berlin die Hamburger Kaufmannstochter Helene Tidemann (1860–1941), die Ehe blieb kinderlos. Der Kaufmann Theodor Libert Westphalen (1850–1937) war sein Bruder und der Astronom Hermann Libert Westphalen (1822–1846) sein Onkel.

## Werke (Auswahl)
- Kurze Entwickelungsgeschichte der Hamburger Feuerwehr. Grefe & Tiedemann, Hamburg 1895 (Google Books).
- Reorganisation der Hamburger Feuerwehr. Hamburg 1894 (Google Books – 29 S.).
- An der Loire, dem Loir und der Sarthe. Nach 38 Jahren. Hamburg 1908 (Google Books – 35 S.).
- Bericht des Branddirektors Westphalen betreffend den Brand der St. Michaeliskirche und Umgebung in Hamburg am 3. Juli 1906. Hamburg 1906 (Google Books – 22 S.).